# Big blue blanket
 (février 2023).
Si vous disposez d'ouvrages ou d'articles de référence ou si vous connaissez des sites web de qualité traitant du thème abordé ici, merci de compléter l'article en donnant les références utiles à sa vérifiabilité et en les liant à la section « Notes et références ».

Schéma type de la Big blue blanket.

La Big blue blanket (« grande couverture bleue ») est une tactique développé par le pilote américain John Thach lors de la Seconde Guerre mondiale pour protéger la flotte américaine des raids japonais dans l'océan Pacifique, plus précisément pour réduire les dommages liés aux avions kamikazes sur les navires lourds.
Les navires légers (frégate, destroyer) entourent les navires lourds (cuirassé, porte-avions). L'arrivée d'avions ennemis est détecté par les radars des navires en première ligne qui préviennent par radio les avions patrouillant au-dessus de la flotte d'intercepter la menace. Les avions ennemis sont détruits avant d'arriver à portée des navires lourds.
Cette tactique eut un effet immédiat, mais elle laisse les navires légers exposés aux attaques.